# 瑞城さくら
瑞城さくら（みずき さくら、2005年4月9日 - ）は、日本の女優。神奈川県出身。スターダストプロモーション所属。

## 人物
- 趣味 : アイススケート、読書、音楽鑑賞
- 特技 : チアリーディング、水泳、側転、ロンダート、柔軟

## 出演

### テレビドラマ
- フラガールと犬のチョコ（2015年3月11日、テレビ東京） - 森田冴衣（幼少期）役
- わたしを離さないで（2016年1月15日 - 3月18日、TBS） - 酒井美和（幼少期）役
- 民衆の敵〜世の中、おかしくないですか!?〜 第2話（2017年10月30日、フジテレビ） - 山下圭子（幼少期）役
- 健康で文化的な最低限度の生活 第2話・第3話（2018年7月24日・31日、フジテレビ・関西テレビ） - 日下部リナ 役

### 雑誌
- キラピチ（2015年6月号 - 2019年4月号） - 専属モデル

### 舞台
- 少年劇団いとをかし「ともだちの数え方」（2015年1月31日・2月1日）